# Winglet

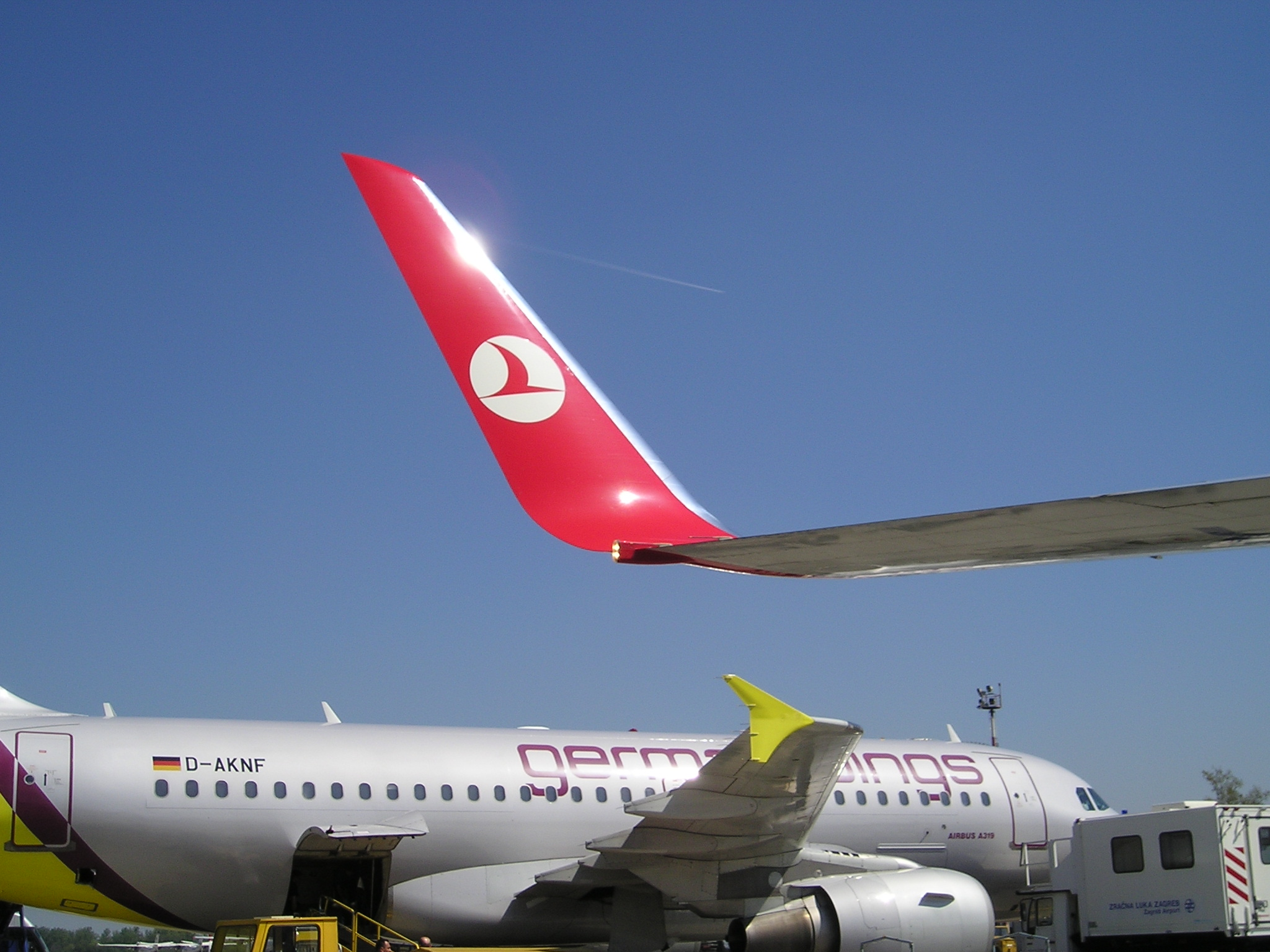
Winglet na końcu skrzydła Boeinga 737-800 (pierwszy plan). Biało-czerwone logo należy do Turkish Airlines. W tle płyta brzegowa Airbusa A319

Winglet – skrzydełko aerodynamiczne, ustawione pod kątem na końcu skrzydła samolotu. Autorem wynalazku był pracujący dla NASA amerykański inżynier lotniczy Richard Whitcomb. 
Jego zadaniem jest rozpraszanie wirów indukcyjnych powstających na końcówce płata, co znacząco wpływa na doskonałość, a co za tym idzie na zasięg oraz zużycie paliwa. Powietrze o wyższym ciśnieniu powstające pod płatem, przepływając wokół końcówki skrzydła nad jego górną powierzchnią, gdzie panuje podciśnienie, generuje wir, wywołujący dodatkowy opór, tzw. opór indukowany. Winglety mają również duży wpływ na wydłużenie efektywne skrzydeł. Dzięki nim lot jest bardziej komfortowy, ponieważ pomagają tłumić wibracje. Poprawiają też osiągi samolotów podczas startu, umożliwiając skrócenie rozbiegu. W nieznacznym stopniu przyczyniają się także do zmniejszenia hałasu podczas startu i podejścia do lądowania.
Część przewoźników lotniczych na wingletach umieszcza swoje logo.